# 喬瓦尼·巴蒂斯塔·維奧蒂
喬瓦尼·巴蒂斯塔·維奧蒂（義大利語：Giovanni Battista Viotti，1755年5月12日—1824年3月3日），意大利小提琴家、作曲家，活躍於19世紀之交。新格罗夫音乐与音乐家辞典評價他是「塔替尼與帕格尼尼之間最有影響力的小提琴家」，維奧蒂以眾多的小提琴協奏曲作品（最少29首）為後世所知，其中又以第22號、第23號為代表作。

## 生平

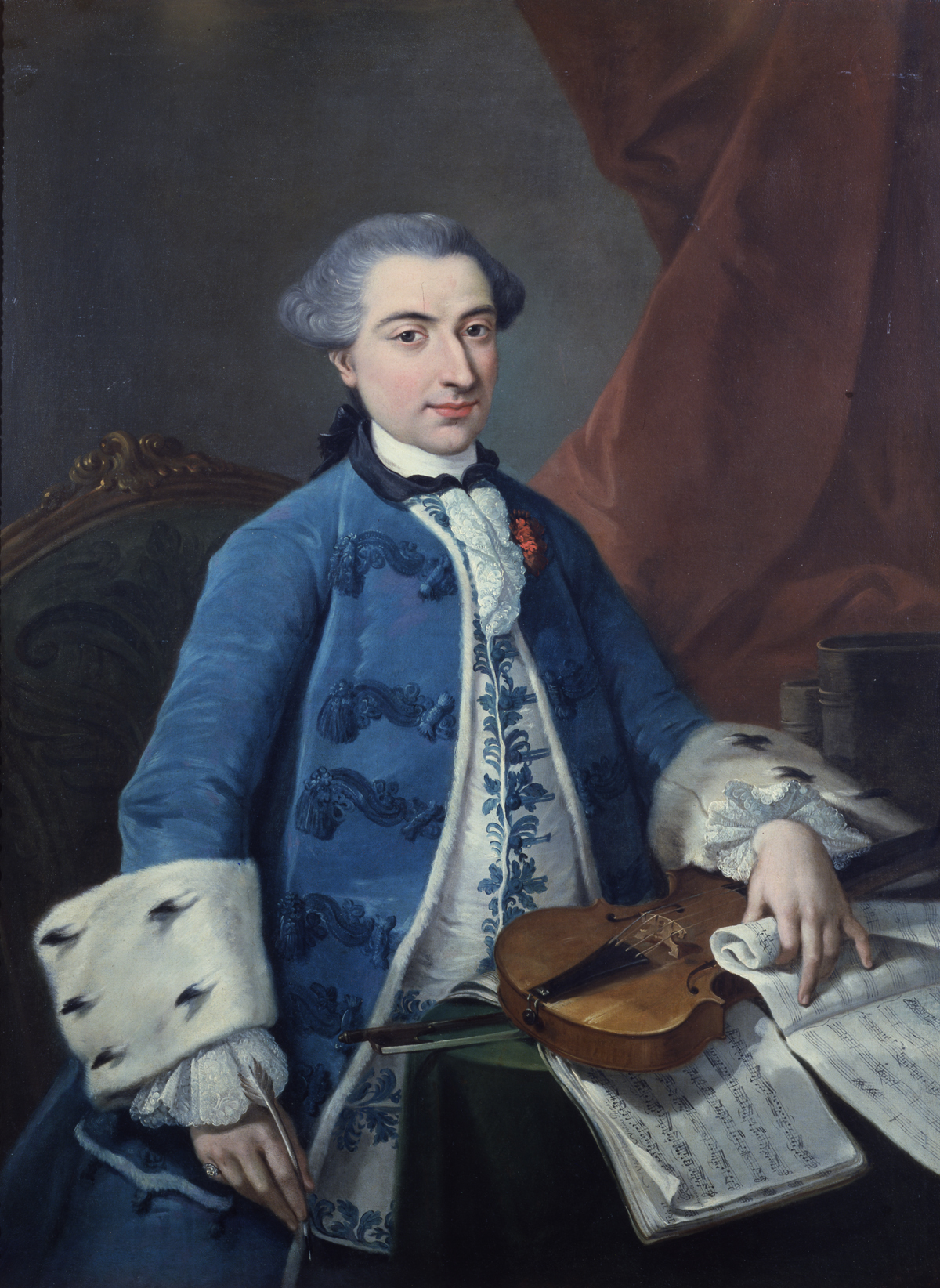
維奧蒂的老師加埃塔诺·普尼亚尼。

維奧蒂1755年出生於薩丁尼亞王國的豐塔內托波（即現時意大利皮埃蒙特大區韋爾切利省內），父親費利切·維奧蒂（Felice Viotti）是一名鐵匠，但喜歡於晚上邀請朋友在家中舉行音樂會，亦會吹奏圓號，因此小維奧蒂年幼時便時常接觸音樂，亦開始產生興趣，菲利斯看到小維奧蒂對音樂似乎有天份，便在家向他教授音樂知識。1766年，小維奧蒂於一次在斯特蘭比諾（亦有指是在伊夫雷亞）的一個宗教活動中表演，被那裏的主教方濟各·羅拉蒙席（Monsignor Francesco Rorà）看中，便游說把小維奧蒂送到都靈，在沃蓋拉女侯爵的官邸內繼續學習。小維奧蒂於官廷內的樂團擔任樂師，並師隨切洛尼亚蒂的兄弟卡洛·安東尼奧（Carlo Antonio Celoniati）學習；1770年，普尼亚尼來到都靈工作，擔任杜林皇家劇院的指揮，也在都靈宮廷教堂內擔任第一小提琴手。那時，阿方索王子（Alfonso Dal Pozzo della Cisterna）把維奧蒂交予這位名氣十分大的小提琴家兼作曲家去栽培。普尼亚尼的老師索米斯曾跟隨柯里尼習琴，他十分喜歡維奧蒂，並願意把他所有的知識和演奏技巧都傳授予他。維奧蒂的音樂詣藝有着明顥的進步。1780年，普尼亚尼帶同維奧蒂外出表演，先後到訪瑞士、普魯士王國、波蘭及俄羅斯，歷時兩年多。後來，普尼亚尼準備回都靈，但維奧蒂希望可以追尋發展，便與老師分別後，前往法國尋求機會。

## 作品
馬賽曲

## 文化影響
在意大利的韋爾切利，是每年一度的維奧蒂國際音樂比賽的舉行地點，而在意大利的多個地市也會舉行「維奧蒂音樂節」。

## 外部連結
- 《大英百科全书》中的条目：喬瓦尼·巴蒂斯塔·維奧蒂（英文）
- 喬瓦尼·巴蒂斯塔·維奧蒂的免费乐谱，由国际乐谱典藏计划提供
- 維奧蒂國際音樂比賽官方網站（页面存档备份，存于）
- 維奧蒂音樂節官方網站（页面存档备份，存于）